# Gaucelmus tropicus
Gaucelmus tropicus är en spindelart som beskrevs av Willis J. Gertsch 1984. Gaucelmus tropicus ingår i släktet Gaucelmus och familjen grottspindlar.
Artens utbredningsområde är Panama. Inga underarter finns listade i Catalogue of Life.